# Liguria Foot Ball Club 1899
Questa voce raccoglie le informazioni riguardanti il Liguria Foot Ball Club nelle competizioni ufficiali della stagione 1899.

## Stagione
Il match del turno eliminatorio ligure fra Genoa e Liguria era previsto a Genova il 26 marzo 1899, alle ore 15:30, sul Campo Sportivo di Ponte Carrega. Dopo un iniziale rinvio al 27 marzo alle 15:00, la partita ufficiale non venne più disputata in seguito al ritiro della Liguria. Al suo posto si tenne un'amichevole fra le due compagini, vinta 3-1 dai genoani.

## Divise
Maglia a strisce bianco-verdi e pantaloncini neri.
| Manica sinistra · Manica sinistra · Maglietta · Maglietta · Manica destra · Manica destra · Pantaloncini · Calzettoni |

## Organigramma societario
Area direttiva
- Presidente:

Area tecnica
- Allenatore:

## Rosa
| N. |                   | Ruolo | Calciatore        |
| -- | ----------------- | ----- | ----------------- |
|    | Italia (bandiera) | C     | Giorgio Venturini |

| N. |                   | Ruolo | Calciatore       |
| -- | ----------------- | ----- | ---------------- |
|    | Italia (bandiera) | A     | Carlo Lancerotto |

## Calciomercato
| Acquisti | Acquisti          | Acquisti | Acquisti      |
| R.       | Nome              | da       | Modalità      |
| -------- | ----------------- | -------- | ------------- |
| C        | Giorgio Venturini | Genoa    | fine prestito |

| Cessioni | Cessioni | Cessioni | Cessioni |
| R.       | Nome     | a        | Modalità |
| -------- | -------- | -------- | -------- |